# プフェーデルバッハ
プフェーデルバッハ (ドイツ語: Pfedelbach) は、ドイツ連邦共和国バーデン＝ヴュルテンベルク州ホーエンローエ郡に属す町村（以下、本項では便宜上「町」と記述する）。

## 地理

### 位置
プフェーデルバッハは、ホーエンローエ平野内に位置し、1973年の郡の再編によって創設されたホーエンローエ郡の南部にある自治体。この町はヴァルデンブルクの森から湧出したオールン川に沿って約10kmにわたって延びている。

### 隣接する市町村
プフェーデルバッハは西から時計回りに、ブレッツフェルト、エーリンゲン、ヴァルデンブルク、ミヒェルフェルト、マインハルト（2つはシュヴェービッシュ・ハル郡）、ヴュステンロート（ハイルブロン郡）と境を接している。

### 自治体の構成
この町は、6つの地区からなる。プフェーデルバッハ、ホイベルク＝ブーフホルン＝グライヒェン、オーバーオールン、ヴィンディシェンバッハ、ハルスベルク、ウンターシュタインバッハ。

## 歴史
- 1037年、"Pfadelbach"として初めて文献に登場する。
- 1472年、ホーエンローエ伯領となった。
- 1663年、年に2回の市場を開催する権利を与えられた。
- 1710年、ホーエンローエ伯（1744年からは侯）はカトリック信者であったが、プロテスタントのプフェーデルバッハ住民に信仰の自由を与えた。
- 1806年、プフェーデルバッハがヴュルテンベルク公領となった。

### 町村合併
- 1971年1月1日 オーバーオールン
- 1971年7月1日 ヴィンディシェンバッハ
- 1971年12月1日 ハルスベルク
- 1972年1月1日 ウンターシュタインバッハ
- 1973年1月1日 シュパッハ（旧ガイセルハルトの地区）

## 行政

### 首長
第二次世界大戦後の首長は以下の通り。
- 1945年 - 1948年 アルベルト・ファイゲル
- 1948年 - 1986年 エーリヒ・フリッツ
- 1986年 - 2002年 イュルゲン・ヴェッカー
- 2002年 - トルステン・クンケル

### 議会
この町の議会は22議席からなる。

## 経済と社会資本
ヴュルテンベルク・ワイン街道沿いに位置するプフェーデルバッハは、ヴュルテンベルク・ウンターラント地方リンデンベルク大地区に属する。

## 文化と見所

### 博物館
- かつての厩舎を利用した郷土博物館
- ワイン博物館: 1752年に造られた64,664リットルはいる「侯爵の樽」が展示されている。

### 建築
- 17世紀に建造された旧水城

## 人物

### ゆかりの人物
- バーバラ・ユリアーネ・ペンツェル 詩人（1673年にプフェーデルバッハで亡くなった）

## 引用
1. ↑  Statistisches Landesamt Baden-Württemberg – Bevölkerung nach Nationalität und Geschlecht am 31. Dezember 2023 (CSV-Datei)